# 佐藤雅將
佐藤雅將（日语：さとう まさゆき，1972年5月16日—）是曾隸屬於Studio Cockpit的男性動畫師，O型血，出身於日本福島縣福岛市。目前以自由職業的身份活动。

## 概要
他是馬越嘉彥的徒弟。由於畫風能忠實重現原作漫畫的風格，故一度受到尾田榮一郎的信賴。在1990年代初期開始製作動畫，原畫出道作是《龍珠Z》，首套作畫監督作是《格鬥者刃牙》，首套人物設計作是《西部礦野天使》。

## 參與作品

### 電視動畫
- 龍珠Z（原畫）
- 流星花園（1996年，原畫）
- 劍風傳奇BERSERK（原畫）
- 熱沙之霸王GANDALLA（日语：熱沙の覇王ガンダーラ）（1997年，作畫監督、原畫）
- 銀河醒目女JtoX（1998年，原畫）
- 幸運女神 小不隆咚便利多多 （1998年，原畫）
- 超速搖搖（1998年，原畫）
- 神八劍傳（1999年，作畫監督）
- 餓沙羅鬼（1999年，原畫）
- 純情房東俏房客（2000年，原畫）
- 小魔女Doremi ♯（2000年，原畫）
- 銀裝騎攻Ordian（2000年，原畫）
- 棋魂（2002年，原畫）
- 格鬥者刃牙（原畫、作畫監督）
- 再造人009 THE CYBORG SOLDIER（原畫）
- 最終兵器少女（2002年，作畫監督、原畫）
- 翼神世音（2002年，原畫）
- Bom Bom 彈珠人太空戰士（2003年，原畫）
- 小魔女Doremi 大合奏（2002年，原畫）
- 妮嘉尋親記（2003年，總作畫監督、作畫監督、ED作畫監督、原畫）
- 星夢美少女（2003年，原畫）
- KURAU Phantom Memory（2004年，原畫）
- 冒險王比特（原畫）
- 御伽草子（2004年，作畫監督、原畫）
- 十兵衛2~西伯利亞柳生的逆襲~（2004年，原畫[5]）
- 光之美少女（2004年，原畫）
- GALLERY FAKE（2005年，原畫）
- Xenosaga THE ANIMATION（2005年，總作畫監督）
- 交響詩篇（2005年，原畫）
- 蟲師（2005年，作畫監督補、原畫）
- 獸王星（2006年，原畫）
- 飛輪少年（2006年，人物設計[6]、總作畫監督）
- 光之美少女Splash Star（2006年，原畫）
- 天保奇聞 妖奇士（2006年，原畫）
- 死亡筆記（2007年，原畫）
- Yes! 光之美少女5（2007年，原畫）
- 精靈守護者（2007年，原畫）
- 萌單（2007年，原畫）
- 卡辛~罪~（2008年，原畫）
- TIGER×DRAGON！（2008年，原畫）
- 爆炸頭武士（原畫）
- 奇蹟少女KOBATO.（2009年，原畫）
- 只想告訴你（2010年，原畫）
- HEROMAN（2010年，OP2原畫）
- ONE PIECE（2010年，OP原畫、設計協力）
- Heartcatch 光之美少女！（2010年，原畫）
- 為食獵人（2011年，OP原畫）
- 薄櫻鬼 碧血錄（2010年，OP原畫）
- 如果杜拉（2011年，原畫[7]）
- 天堂之吻（2011年，原畫）
- 變種特攻（2011年，原畫）
- 轉吧！企鵝罐（2011年，原畫）
- Suite 光之美少女♪（2011年，原畫[8]）
- 天才黃金腦～神之謎（2011年，原畫）
- 八犬傳－東方八犬異聞－（2013年，OP原畫）
- 聖鬥士星矢Ω（2013年，原畫）
- JoJo的奇妙冒險 THE ANIMATION（2013年，原畫）
- 宇宙戰艦大和號2199（2013年，原畫）
- KILL la KILL（2013年，作畫監督、原畫）
- Happiness Charge 光之美少女！（2014年，人物設計[9]、總作畫監督、OP原畫、原畫、作畫監督、最終回endcard[10]）
- ONE PIECE 特別篇 ～黃金之心～（2016年，原畫）
- 機動戰士高達UC RE:0096（2016年，原畫）
- 橘色奇蹟（2016年，原畫）
- 機動戰士
高達 鐵血的孤兒 第二季（2016年，OP原畫）
- 偶像事變（2017年，OP作畫監督）
- ONE PIECE 東海特別篇 〜路飛與4位夥伴的大冒險〜（2017年，人物設計[11]）
- DARLING in the FRANXX（2018年，原畫）
- ONE PIECE 空島特別篇（2018年，人物設計）
- 境界觸發者（2021年，作畫監督、原畫）

### OVA
- 格鬥者刃牙（1994年，動畫）
- 銀河醒目女J again（1997年，原畫）
- QUEEN　EMERALDAS（1998年，原畫）
- ONE PIECE 打倒！海賊強薩克！（1998年，原畫）
- （作畫監督、原畫）
- JoJo的奇妙冒險 ADVENTURE（原畫）
- 西部曠野天使（2003年，人物設計、作畫監督）
- 小魔女Doremi 心之密語（2004年，原畫）
- 鴉 -KARAS-（2005年，原畫）
- 真救世主傳說 北斗之拳 多奇傳（日语：真救世主伝説 北斗の拳）（2008年，原畫）
- 機動戰士高達UC：彩虹的彼端（2010年，原畫）

### 劇場動畫
- 新世紀福音戰士劇場版：新生（1997年，原畫）
- 新世紀福音戰士劇場版：AIR（1997年，原畫）
- 夢幻之寵物小精靈 利基亞爆誕（1999年，原畫）
- 數碼暴龍02（2000年，原畫）
- 寵物小精靈劇場版：結晶塔的帝王（2000年，作畫監督[12]）
- 星際牛仔：天國之門（2001年，原畫）
- 小魔女Doremi：青蛙石的秘密（2001年，原畫）
- 翼神世音 多元變奏曲（2003年，原畫）
- 魔法小神童加旋 巴鲁刚之来袭（2005年，原畫）
- 數碼暴龍DS 戰鬥模式發動！（原畫）
- 勇者物語（2006年，原畫）
- 勇者傳說（原畫）
- Yes! 光之美少女5 鏡之國的奇蹟大冒險!（2007年，原畫）
- Yes! 光之美少女5 GoGo! 甜品王國的開心生日會♪（2008年，原畫）
- AFRO SAMURAI RESURRECTION （2009年，原畫）
- ONE PIECE FILM STRONG WORLD（2009年，人物設計、作畫監督）
- 劇場版BLEACH 地獄篇（2010年，原畫）
- ONE PIECE FILM Z（2012年，人物設計、總作畫監督、作畫監督、原畫）
- 聖☆哥傳（2013年，原畫）
- 光之美少女 All Stars New Stage3 永遠的朋友（2014年，原作人物設計）
- Happiness Charge 光之美少女！ 人偶王國的芭蕾舞者（2014年，人物設計[13][14]）
- 光之美少女 All Stars 春之嘉年華♪（2015年，原作人物設計）
- 光之美少女 All Stars 大家歌唱吧♪奇跡的魔法！（2016年，原作人物設計[15]）
- ONE PIECE FILM GOLD（2016年，人物設計、總作畫監督[16]）
- HUG！光之美少女♡光之美少女 All Stars Memories（2018年，原作人物設計）
- 七龍珠超 布羅利（2018年，原畫）
- ONE PIECE STAMPEDE（人物設計、總作畫監督、作畫監督）
- 小魔女DoReMi：尋找魔女候補生（2020年，作畫監督）[17]

### 遊戲
- Battle Beat（日语：バトルヒート）（1994年，動畫）
- 土星炸彈人 (SS)（1996年，原畫）
- （2002年，原畫）
- 宇宙戰艦大和號 暗黑星團帝國的逆襲（原畫）

### 其他
- The Rolling Girls（Newtype雜誌插畫[18]）

## 電視訪問
- 夏目和右腕（日语：夏目と右腕） 第24回 Precure的右腕（朝日電視台，2014年5月25日）

## 畫集
- 佐藤雅將 東映動畫作品集（佐藤雅将 東映アニメーションワークス，2017年3月10日發售，一迅社[19]）ISBN 978-4-7580-1538-7

## 補充

## 外部連結
- .   [2016-07-06]. （原始内容存档于2016-08-16）.Allcinema